# Stéphane Cougé
Stéphane Cougé (né le 21 février 1976,) est un coureur cycliste français, actif des années 1990 à 2010.

## Biographie
Stéphane Cougé commence le cyclisme le cyclisme à l'âge de 13 ans au Guidon gorronnais. Il court ensuite au VC Saint-Jean-de-Monts, à l'UV Caen, dans les équipes Jean Floc'h et Panorimmo.com 23, au CG Orléans-Loiret, au VC Rouen 76 puis à l'EC Mayennaise.
En 1998, il est sacré champion de France espoirs, sa plus grande victoire. En 2001, il remporte le championnat de Bretagne à Moréac,, une étape du Tour du Loir-et-Cher et une étape des Boucles de la Mayenne. Stagiaire chez AG2R-Décathlon à partir de septembre, il n'est cependant pas retenu dans l'équipe pour la saison suivante. Resté amateur, il continue à engranger les victoires, remportant notamment une étape au Ruban granitier breton en 2002, le championnat de Normandie ou encore une étape du Tour Nord-Isère en 2005. 
Après sa carrière cycliste, il devient gérant d'un commerce de cycles à Mayenne,.

## Palmarès sur route
- 1997
  - 2e du championnat des Pays de la Loire
- 1998
  -  Champion de France sur route espoirs
  - Championnat de Normandie sur route espoirs
- 1999
  - 2e étape des Boucles de la Mayenne
  - Grand Prix de Gerponville
- 2000
  - Boucles de l'Océan
  - 3e épreuve du Challenge Mayennais
  - Circuit des Deux Provinces
  - Ronde Mayennaise
  - 3e de Manche-Atlantique
- 2001
  -  Championnat de Bretagne sur route
  - Boucles de l'Océan
  - 3e étape du Tour du Loir-et-Cher
  - 1re étape des Boucles de la Mayenne
  - Grand Prix de la Moisson[11]
  - 2e du Grand Prix Gilbert-Bousquet
  - 3e des Boucles de la Mayenne
- 2002
  - 4e étape du Ruban granitier breton
  - 5e étape du Tour de Franche-Comté
- 2003
  - 3e de Manche-Océan
- 2004
  - Prix de la Foire au Boudin
  - 2e du Circuit des Quatre Cantons
  - 3e du championnat de l'Orléanais sur route
  - 3e du Challenge Mayennais
  - 3e du Circuit des Remparts
- 2005
  - Championnat de Normandie sur route
  - 2e étape du Tour Nord-Isère
  - Grand Prix de Gamaches
  - Circuit des Remparts[3]
  - 2e des Boucles de l'Austreberthe
  - 2e du Tour de la Porte Océane
  - 3e du Trio normand
- 2006
  - Championnat de Normandie sur route
  - 2e du Tour de Franche-Comté
  - 3e du Trio normand

## Palmarès en cyclo-cross
- 1993-1994
  - 3e du championnat de France de cyclo-cross juniors